# جو بلانتون
جو بلانتون (بالإنجليزية: Joe Blanton)‏ هو لاعب كرة قاعدة أمريكي، ولد في 11 ديسمبر 1980 في ناشفيل في الولايات المتحدة.

## وصلات خارجية
- جو بلانتون على موقع دوري كرة القاعدة الرئيسي (الإنجليزية)
- جو بلانتون على موقعبيزبول رفرنس.كوم (الدوري الرئيسي) (الإنجليزية)
- جو بلانتون على موقعبيزبول رفرنس.كوم (الدوري الثانوي) (الإنجليزية)
- جو بلانتون على موقع إي إس بي إن.كوم (أم.أل.بي) (الإنجليزية)
- جو بلانتون على موقع مشجعي الرسوم البيانية (الإنجليزية)